# The Story of Joanna
The Story of Joanna (alternativer Titel: The World of Joanna) ist ein sadomasochistischer  US-amerikanischer Pornofilm des Regisseurs Gerard Damiano aus dem Jahr 1975, der zu den Klassikern der Pornofilmgeschichte zählt und in der Tradition des  Porno Chic steht. Der Film basiert auf dem sadomasochistischen Roman Geschichte der O von Pauline Réage und schildert die Geschichte einer freiwilligen weiblichen Unterwerfung. Um möglichen Lizenzforderungen aus dem Weg zu gehen,  änderte Damiano den Titel und schuf eine Melange aus einem Einzelkapitel des Klassikers und Jean-Paul Sartres Geschlossener Gesellschaft.

## Handlung
Die attraktive Joanna verliebt sich in Jason. Dieser lebt in einem düsteren viktorianischen Anwesen und verlangt von ihr, sich als Beweis ihrer Liebe fremden Männern hinzugeben. Als Joanna auf seine Forderungen eingeht, werden seine Forderungen immer weitreichender. Es entwickelt sich eine Maledom-Beziehung, in der beide aufgehen. Die Liebe Joannas zu ihrem Herrn wird umso tiefer, je mehr er von ihr verlangt. Dieser hat einen Todeswunsch und versucht, sie dazu zu bringen, ihn zu töten.

## Kritiken
- „Dieser Film ist auf jeden Fall der beste zum Thema Sado-Masochismus. Selbst Gerard Damianos hervorragender Beitrag zu diesem Thema Story of Joanna kann hier nicht ganz mithalten und der zwar sehr berühmte, doch unerträglich kitschige Film ‚Die Geschichte der O‘ von Just Jaeckin fällt da ganz hinten weg.“ Meisterwerke des Pornokinos (O.Bohn in seiner Kritik zu The Image)[1]

## Hintergründe
- Ebenfalls 1975 erschien Just Jaeckins Produktion Die Geschichte der O, die die Romanvorlage ebenfalls aufnahm und wesentlich zurückhaltender umsetzte.
- Ein ausführliches Interview Al Goldsteins mit Gerard Damiano zur Entstehung des Films wurde auf einer DVD namens Midnight Blue: The Deep Throat Collection veröffentlicht.
- Der Film war in den USA vorübergehend verboten, da es in einer Szene zu nicht detailliert dargestellten homosexuellen Handlungen kam.[2]
- Der Film war 2005 in Kanada noch immer verboten.[3]

## Auszeichnungen
- XRCO Award (Hall of Fame)